# Asociación Universitaria Para el Estudio de los Problemas de la Mujer
La Asociación Universitaria Para el Estudio de los Problemas de la Mujer es una asociación universitaria feminista.

## Historia

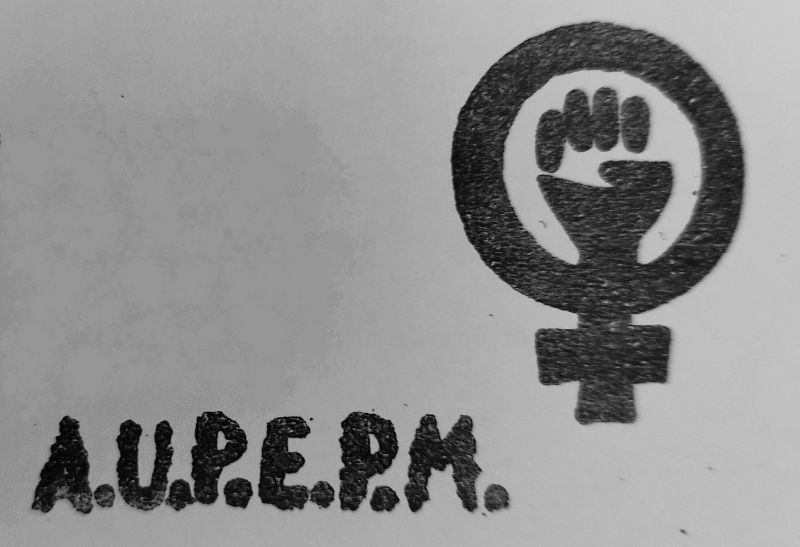
Leaflet

Las mujeres fueron protagonistas de la historia de los años finales del franquismo y la Transición. Su lucha se materializó enarbolando la bandera del feminismo en todo tipo de plataformas sociales, como la Asociación Universitaria para el Estudio de los Problemas de la Mujer (AUPEPM). Gracias a las reivindicaciones feministas fueron posibles leyes fundamentales para la sociedad como la Ley del Divorcio. De hecho, sin el movimiento feminista la Transición y la instauración de la democracia no habrían sido posibles.
En 1975, declarado por la ONU Año Internacional de la Mujer, las reivindicaciones feministas y la fuerza del movimiento estudiantil en las universidades del estado propiciaron el nacimiento de AUPEPM gracias a la iniciativa de un grupo de estudiantes feministas de la Universidad Complutense de Madrid, a las que pronto se sumaron otras de la Universidad Autónoma de Madrid, con el objetivo de incorporar la lucha y el ideario feminista a las numerosas movilizaciones que se estaban llevando a cabo en el conjunto de la sociedad española y más concretamente en el mundo universitario, en los estertores del franquismo. En 1976 fue inscrita en el Registro de Asociaciones con sus correspondientes Estatutos, siendo la única vía de actuación posible dentro de la legalidad vigente en aquella época; una situación que facilitó la creciente incorporación de estudiantes y su extensión a otros campus universitarios del estado como Granada, Sevilla, Oviedo y Valladolid.
Con un fuerte carácter reivindicativo AUPEPM planteaba la necesidad de una doble lucha, política e ideológica, contra la discriminación, marginación y subordinación de las mujeres exigiendo la total igualdad de derechos en la legislación, la familia, la educación, el trabajo y la sexualidad, como exponía de manera detallada en su Programa.
Partiendo del feminismo como principio ideológico fundacional y del reconocimiento a la pluralidad política de sus socias, AUPEPM adoptó un marco organizativo autónomo e independiente de los partidos políticos, mediante un funcionamiento de tipo asambleario, sin la existencia de jerarquías, basado en el trabajo a desarrollar por las diferentes comisiones de estudio -planificación familiar, publicidad y medios de comunicación, formación profesional y discriminación de las mujeres en la universidad- a las que se incorporaban voluntariamente las asociadas, y por la organización puntual de actividades reivindicativas tanto dentro de la universidad como fuera de ella, en confluencia con otras organizaciones y plataformas feministas.

## Programe
En 1976 AUPEPM promulgó su programa en un cuadernillo ilustrado por la dibujante feminista Nuria Pompeia. El primero de los fines de AUPEMP se centraba en el análisis y denuncia de la discriminación de la mujer en cualquiera de sus facetas. El programa también marcaba las revindicaciones más inmediatas como la creación de guarderías en la universidad. o acciones de planificación familiar